# Benjamin Outram
Benjamin Outram (Alfreton, 1º aprile 1764 – Londra, 22 maggio 1805) è stato un ingegnere britannico.

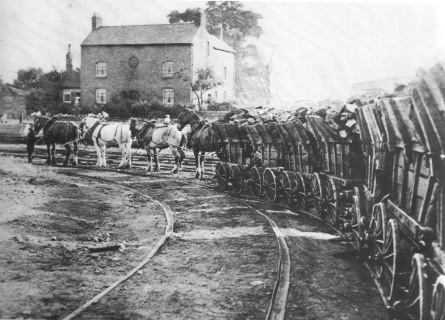
Illustrazione della Little Eaton Gangway

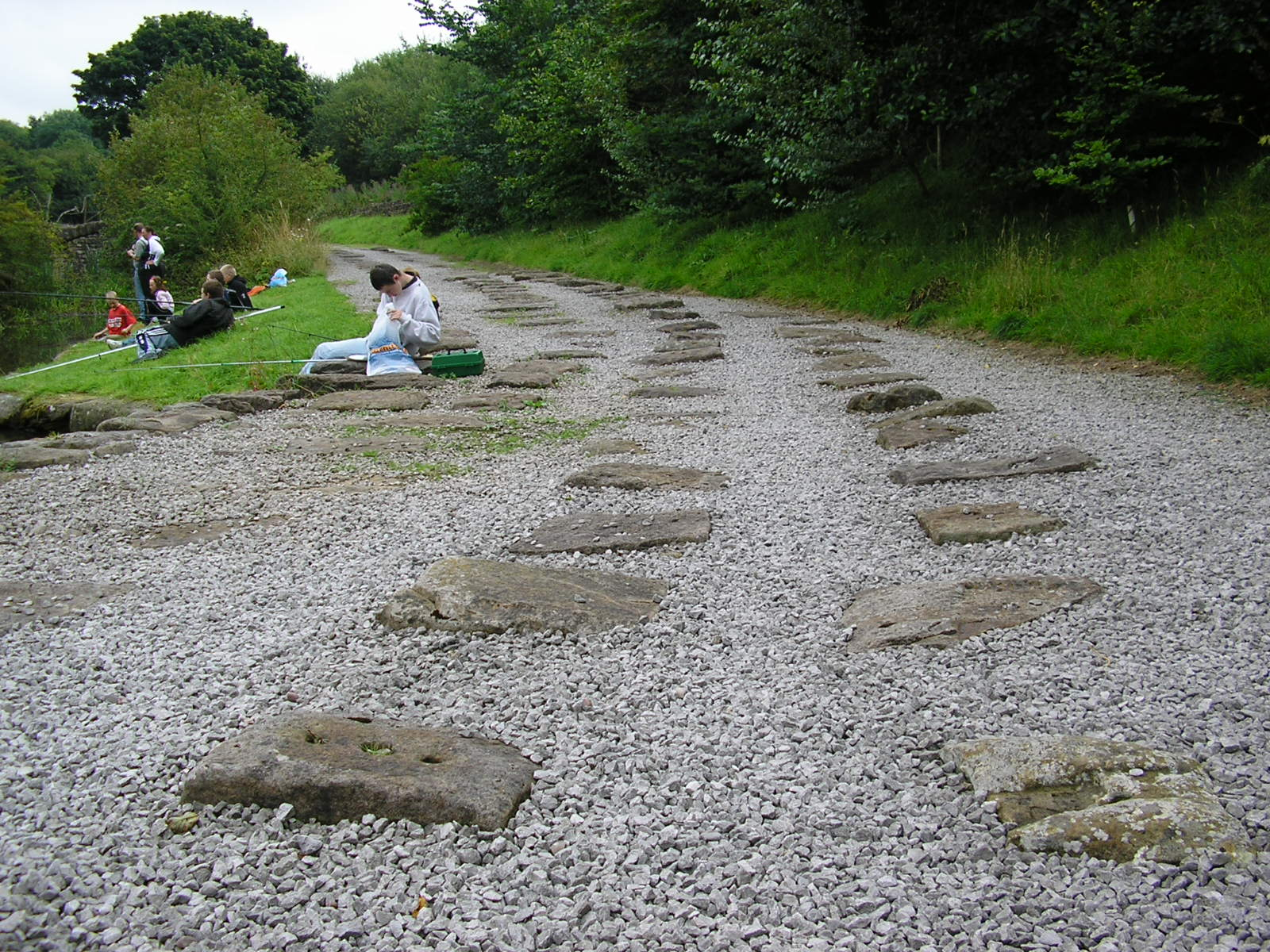
Resti della Peak Forest Tramway a Buxworth

Impiegato nel campo dell'ingegneria civile, è famoso come inventore del primo prototipo di ferrovia tranviaria.

## Biografia
Nato nel Derbyshire da Joseph Outram e padre di Sir James Outram, oltre all'ingegneria si occupò di topografia ed industria.
Iniziò la sua carriera assistendo il padre, che descriveva se stesso come un "agriculturalista".
Trasferitosi a Londra, vi morì per meningite a 41 anni. 4 anni dopo la sua morte, nel 1809, la compagnia da lui fondata (Benjamin Outram & Company), venne rinominata Butterley Company.

## Carriera ed opere

### Ingegneria civile
La sua carriera inizia a 24 anni, come collaboratore dell'ingegnere William Jessop (uno dei pionieri in campo ferroviario), nella realizzazione del canale artificiale di Cromford. Successivamente, nel 1790, egli fondò la Benjamin Outram & Company, con la quale realizzò svariati canali i cui primi furono (nel 1793) quelli di Nottingham, Derby, e del Nutbrook (tra Shipley e Trowell, nel Derbyshire).
Gli altri canali che progettò e costrui furono quelli di Huddersfield (West Yorkshire, 1794), lo Standedge Tunnels (tra il West Yorkshire e Manchester), il Peak Forest Canal (nel Derbyshire, presso Buxworth), 1796), il canale di Ashton (nell'agglomerato della Greater Manchester), di Ashby-de-la-Zouch (tra Bedworth e Snarestone, 1804), ed il Monmouthshire & Brecon Canal (nel sud del Galles, 1805).

Oltre alla costruzione di canali fluviali Outram pose in opera anche numerosi acquedotti, come quello di Shrewsbury, lungo lo Shropshire (a Longdon-on-Tern), quello di Marple (parte del Peak Forest Canal), quello di Store Street (a Manchester), e quello di Holmes, navigabile, a Derby.

### La prima tranvia
Un importante servizio industriale del canale di Derby fu la Little Eaton Gangway, costruita fra Crich e Little Eaton. Quest'opera, che ebbe il suo via a Crich l'11 settembre 1795, è considerata come il primo prototipo di tranvia a cavalli, nel luogo dove ora si trova il "National Tramway Museum". Lunga circa 10 km e con un doppio scartamento, di 1.067 e 1.219 mm, operò per 110 anni fino alla chiusura, nel 1905. Quest'opera precedeva di un anno il primo prototipo di locomotiva a vapore funzionante, ad opera di Richard Trevithick, e di 30 anni (27 settembre 1825) l'attivazione della prima vera ferrovia del mondo, con locomotiva a vapore, ad opera di George Stephenson.

L'anno successivo, e precisamente il 31 agosto 1796, apriva la Peak Forest Tramway, ferrovia industriale del canale della Peak Forest. Lunga circa 12 km e con lo scartamento di 1.270 mm, si estendeva tra Chapel Milton e Dove Holes.

Generalmente si crede che la parola "tramway" (o tram) derivi dal cognome Outram ma l'origine del termine è diversa. Essa deriva dal termine basso-sassone "traam", che significa trave (riferito alle rotaie d'acciaio). È infatti lo stesso Outram che si riferisce sempre a questo termine come indicazione ferroviaria. La curiosa coincidenza toponomastica è dunque spiegabile nel fatto che egli stesso abbia adottato (e adattato in tram, con una sola a) proprio questo termine, invece di altri (come il corrispettivo inglese beam), proprio per la similitudine col suo cognome.

## Galleria d'immagini

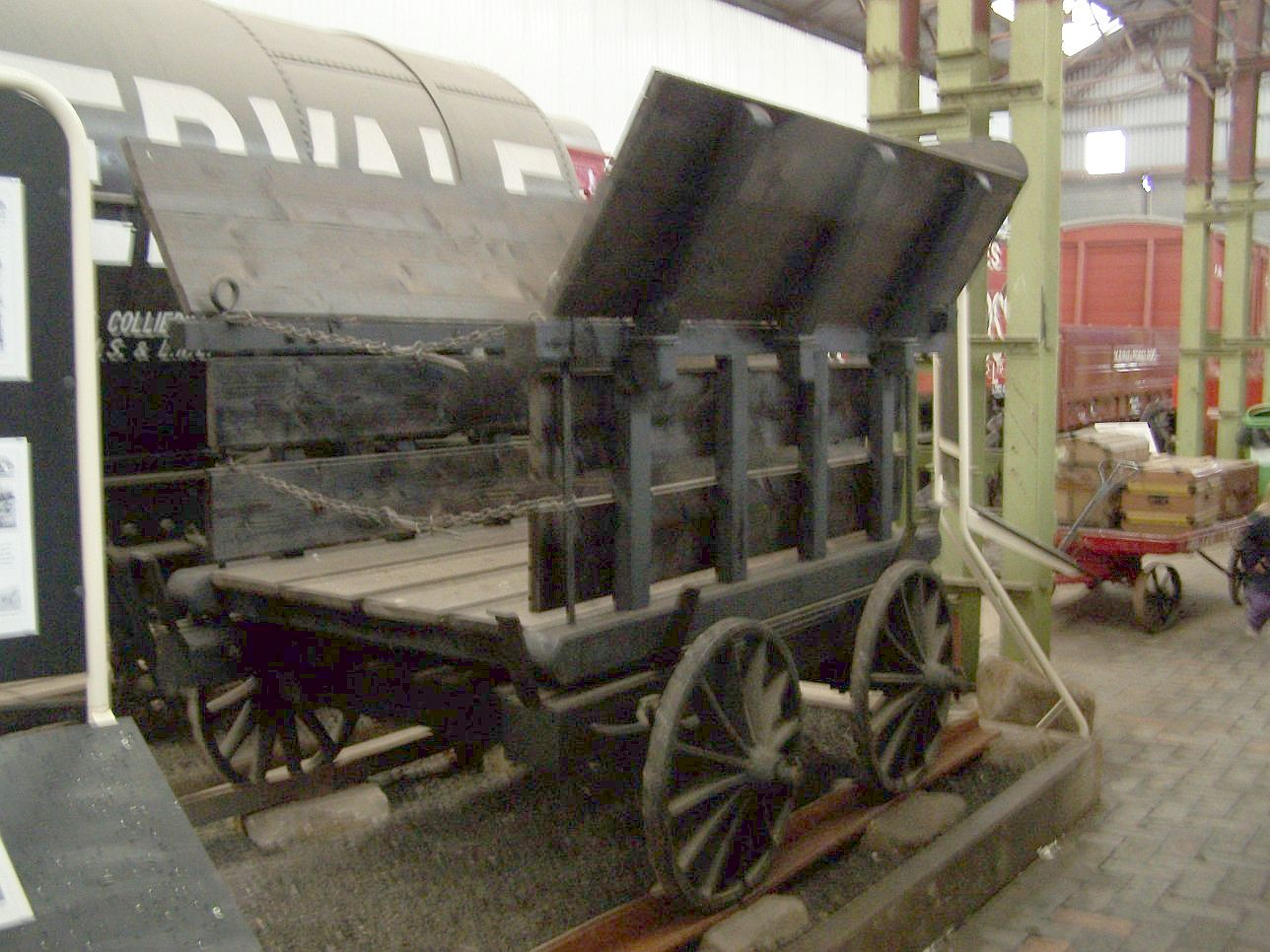
Replica del tram della Little Eaton Gangway
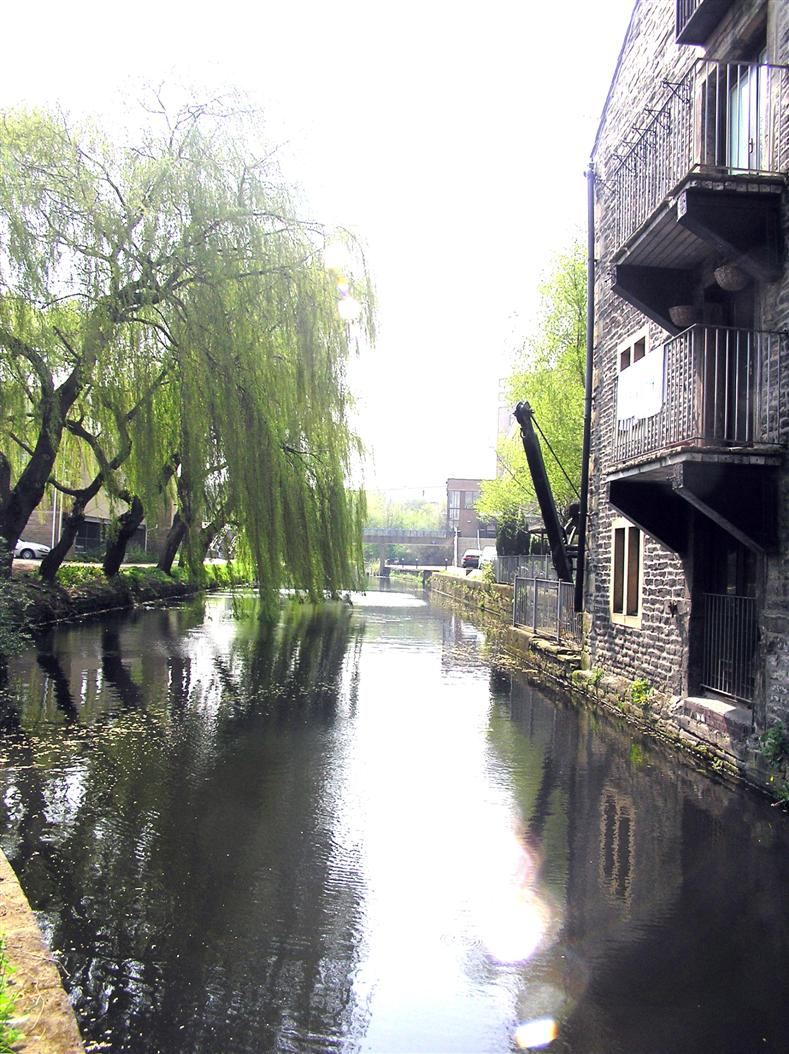
Canale di Huddersfield
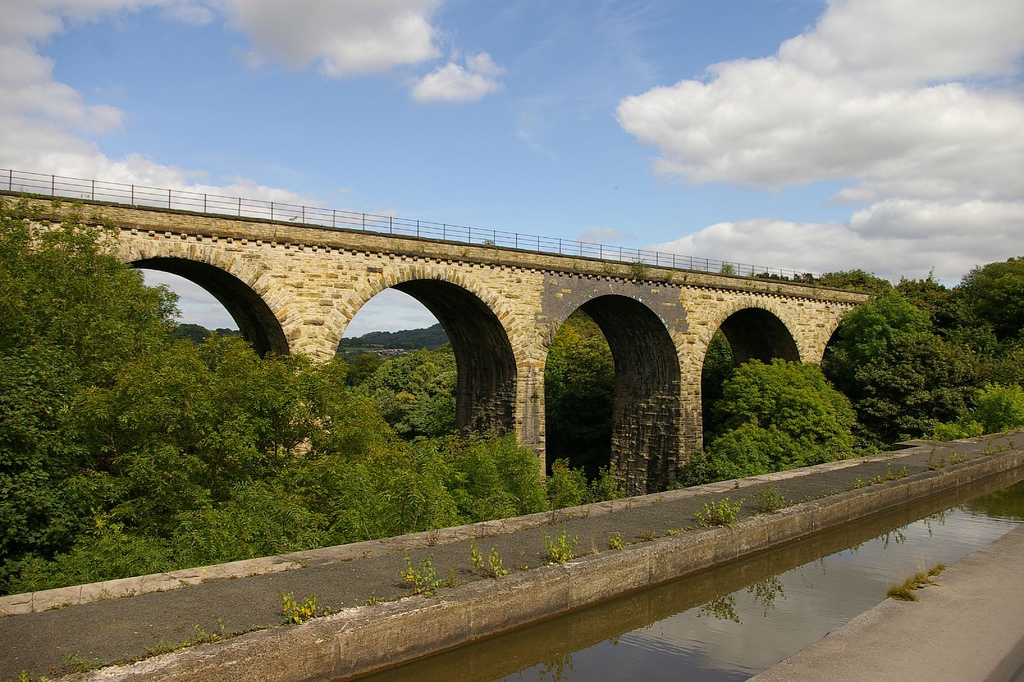
Acquedotto di Marple
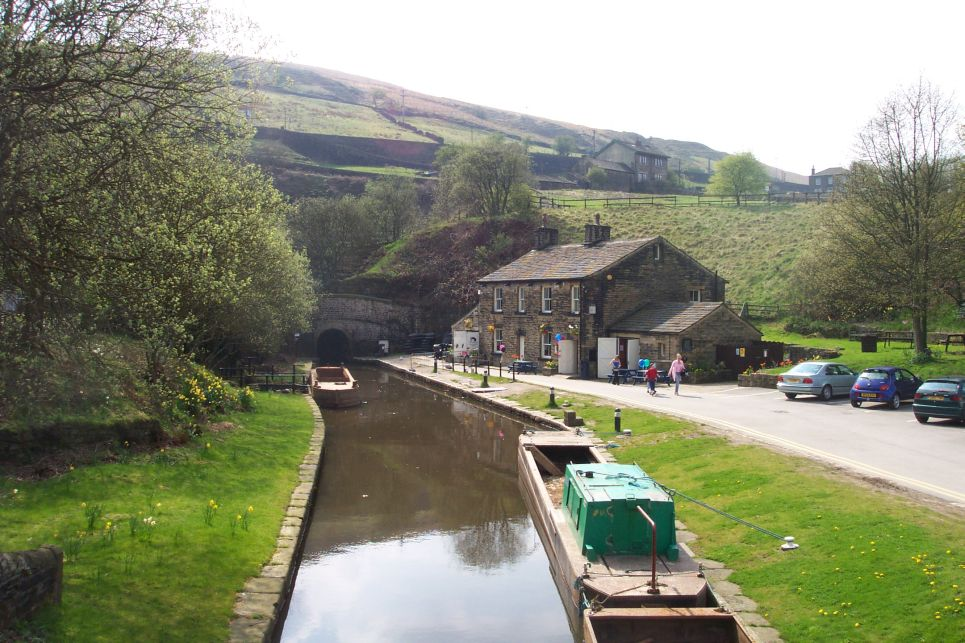
Tunnel di Standedge
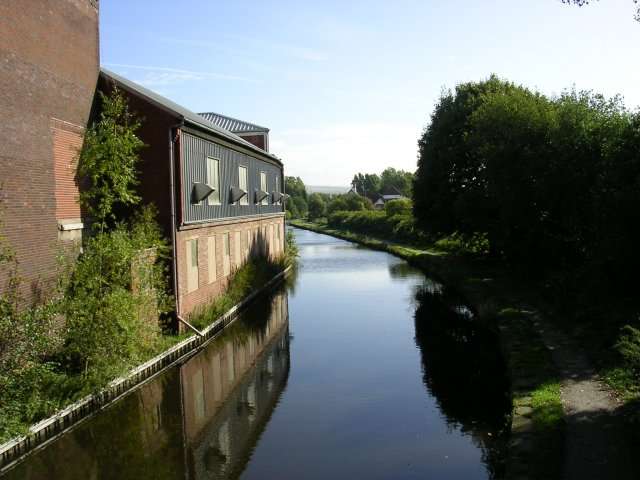
Canale di Ashton
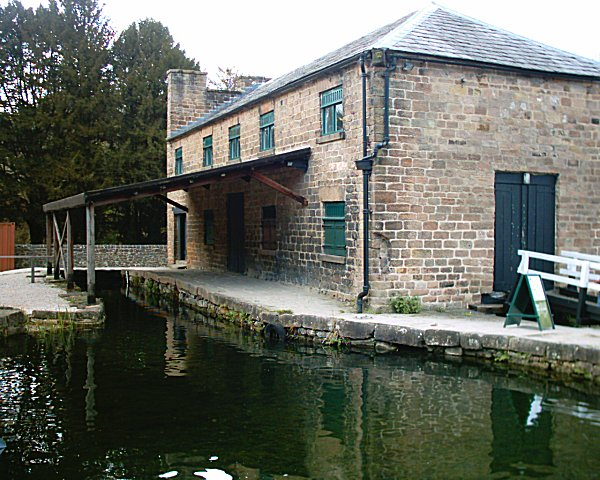
Canale di Cromford
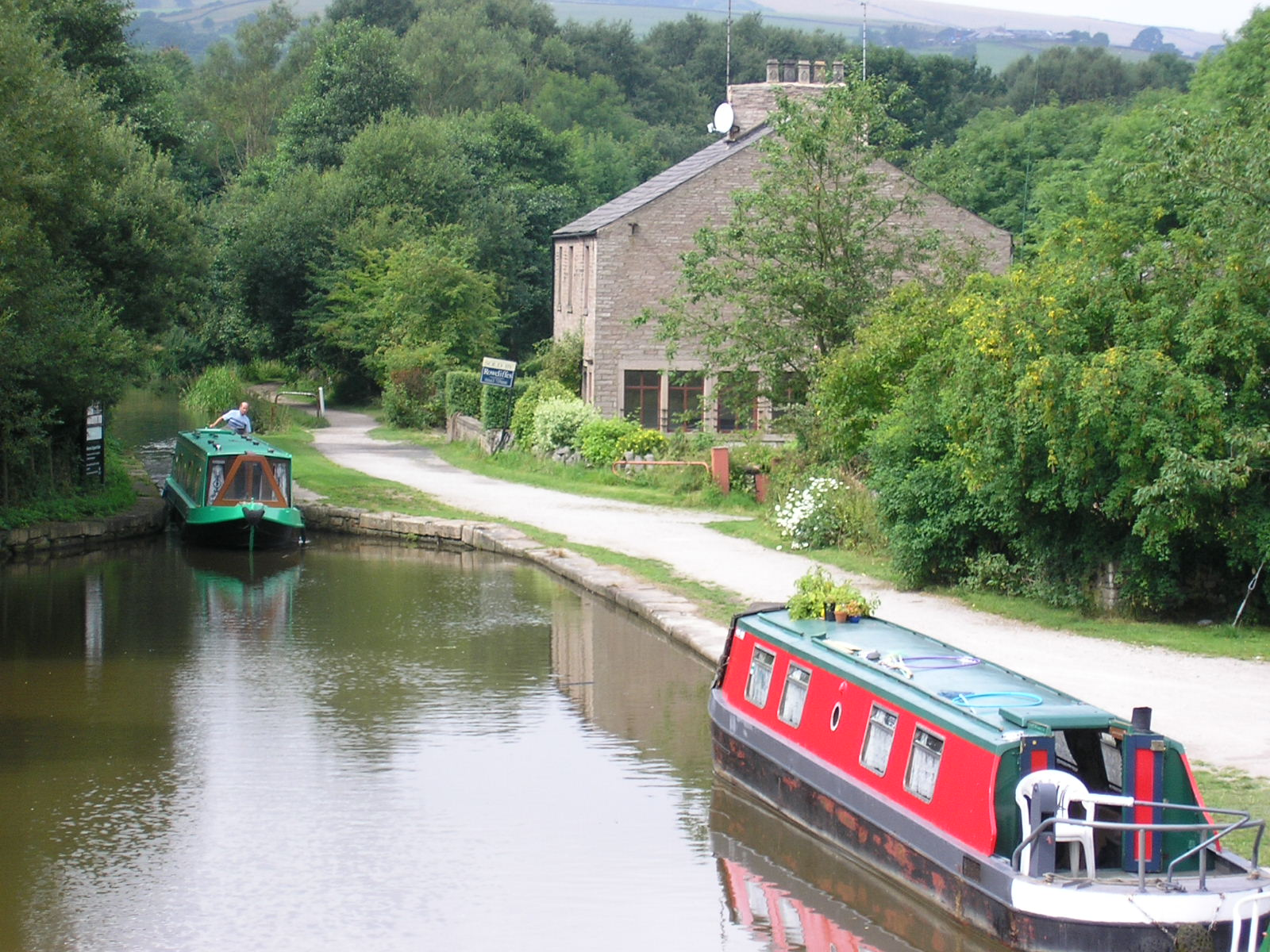
Peak Forest Canal